# Radio Libera Antenna Giovane
Radio Libera Antenna Giovane è un'emittente radiofonica del passato. Aveva sede a San Piero Patti, in provincia di Messina. La programmazione era curata da un'associazione omonima, di ambito cattolico, costituita con atto notarile del 28 gennaio 1981 e registrata regolarmente all'albo giornalistico del tribunale di Patti.

Nel palinsesto, figuravano programmi volti alla formazione umana, culturale e spirituale del bacino di utenza, che rispondevano ai valori di solidarietà, verità e servizio sociale. Nel palinsesto era presente la Santa Messa settimanale.

L'emittente, ha svolto un'accurata opera di sensibilizzazione in occasione della lotta per l'apertura dell'Ospedale civico “Paladini-Bua” di San Piero Patti, alla quale è seguita una grande espressione popolare di millecinquecento schede bianche, in occasione delle elezioni regionali siciliane del 21 giugno 1981.

### Altre radio esistite in passato a San Piero Patti
- Studio 93